# Котов, Алексей Николаевич
Алексей Николаевич Котов (род. 7 августа 1972) — российский дзюдоист,  бронзовый призёр первенства России среди юниоров 1993 года, чемпион (2002), серебряный (1993) и бронзовый (1994, 1998) призёр чемпионатов России, призёр международных турниров, мастер спорта России международного класса. Выступал в суперлёгкой (до 60 кг) и полулёгкой (до 66 кг) весовых категориях.

## Спортивные результаты
- Первенство России по дзюдо среди юниоров 1993 года — ;
- Московский международный турнир 1993 года — ;
- Чемпионат России по дзюдо 1993 года — ;
- Чемпионат России по дзюдо 1994 года — ;
- Чемпионат России по дзюдо 1998 года — ;
- Чемпионат России по дзюдо 2002 года — ;